# 楊原神社 (三島市)
楊原神社（やなぎはらじんじゃ）は、静岡県三島市北田町にある神社。

## 概要
三嶋大社の南西、県道21号沿いにある三島市役所の南西隣りに鎮座している。
式内社である楊原神社の論社であり、『伊豆国神階帳』の「従一位 やきわらの明神」にも比定されているが、その創建については、現・沼津市（香貫）にある楊原神社を元宮として、その分社・遥拝所として創建されたという説と、元宮の社地が駿河国に編入された影響でこちらに遷座してきたという説に分かれる。
三嶋大社の元摂社であり、また元々伊豆国三宮であった浅間神社が二宮に昇格したことで、この楊原神社が三宮に昇格したとされ、神社側でも伊豆国三宮を自称している。
江戸時代初期までは、現在地から御殿川を跨いだ西方に鎮座していたが、そこに徳川家光の御殿が築かれた影響で、現在地に遷座したとされる。

## 祭神
- 大山祇神・事代主神